# René Kroes
René Kroes (9 april 1971) is een Nederlands voormalig professioneel wielrenner. Hij reed slechts één seizoen bij de profs, bij het nieuw gevormde Batavus-Bankgiroloterij.

## Belangrijkste overwinningen
1999
- Omloop van de Veenkoloniën

## Grote rondes
Geen